# Пуандимье
Пуандимье́ (фр. Poindimié, паиси Pwêêdi Wiimîâ) — коммуна и населённый пункт в Северной провинции Новой Каледонии.

## География
Центр коммуны — поселение Пуандимье — расположен на обоих берегах одноимённой реки у самого её устья на северо-восточном побережье острова Гранд-Тер. Расстояние до столицы территории Нумеа составляет около 190 километров по прямой.

## Население
В 2019 году на территории коммуны Пуандимье проживало 5006 человек. Большую часть населения составляют канаки — коренные жители Новой Каледонии. Традиционные для этого района автохтонные языки — паиси и темухи.
Этнический состав
| Этничность           | Процент |
| -------------------- | ------- |
| Канаки               | 76%     |
| Европейцы            | 14,3%   |
| Метисы               | 6,1%    |
| Азиаты               | 1,3%    |
| Уоллисцы и футунанцы | 0,3%    |
| Таитяне              | 0,3%    |
| Ни-вануату           | 0,2%    |
| Другая               | 1,1%    |
| Не указана           | 0,4%    |
| Всего                | 100%    |